# Cazaux-Villecomtal
Cazaux-Villecomtal település Franciaországban, Gers megyében. Lakosainak száma 72 fő (2022. január 1.). Cazaux-Villecomtal Buzon, Beccas, Blousson-Sérian, Malabat és Sembouès községekkel határos.

## Népesség
A település népességének változása:
| Lakosok száma | 98   | 94   | 91   | 84   | 84   | 73   | 71   | 72   | 72   | 72   |
|               | 1968 | 1982 | 1990 | 2006 | 2013 | 2015 | 2017 | 2019 | 2020 | 2022 |